# Бийот, Пьер
Пьер Арма́н Гасто́н Бийо́т (фр. Pierre Billotte; 8 марта 1906, Париж — 29 июня 1992, Булонь-Бийанкур) — французский политик, военный деятель, дивизионный генерал (5 марта 1946). Самый результативный танковый ас в истории Франции (13 подбитых танков). 

## Биография
Сын генерала Гастона Бийота. В 1940 году в звании капитана командовал 1-й ротой 41-го отдельного танкового батальона. 16 мая в районе Стон провел бой с немецкими танками, в котором уничтожил 2 Pz Kpfw IV и 11 Pz Kpfw III, а также 2 противотанковых орудия. 12 июня того же года был взят в плен. В качестве пленного отправлен в Померанию на северо-востоке Германии, откуда он сумел бежать в СССР 1 февраля 1941 года.
В СССР он присоединился к «Свободной Франции» и в том же году назначен главой французской военной миссии «Свободной Франции» в Москве.
В мае 1942 года назначен начальником штаба генерала Шарля де Голля.
С мая 1943 года секретарь Комитета национальной обороны.
В июле 1944 года назначен командиром 5-й тактической группы (развёрнутой во 2-ю бронетанковую дивизию). Участник боев в Нормандии и освобождения Парижа. С сентября 1944 года командир 10-й дивизии.
После окончания войны занимал пост губернатора Гессена-Нассау.
С декабря 1945 года помощник начальника Генштаба.
С 5 марта 1946 года глава французской военной миссии в ООН.
В феврале 1950 года вышел в отставку, в 1951—1955 годах депутат законодательного собрания департамента Кот-д’Ор.
Считался левым голлистом.
С 23 февраля 1955 по 1 февраля 1956 года занимал пост министра обороны Франции.
В 1962—1966 годах сенатор.
В 1967 году избран депутатом Национального собрания.
В 1978 году отошёл от политической деятельности.
Умер 29 июня 1992 года в возрасте 86 лет в Булонь-Бийанкур.

## Танковый бой 16 мая 1940
Бийот известен своим подвигом 16 мая 1940 года, во время битвы за французскую деревню Стон. Он служил в 1-й роте 41-го танкового батальона, вооружённой тяжелыми танками Char B1. Капитан Бийот, командир танка Char B1 Bis по прозвищу «Eure», был отправлен захватить деревню Стон, защищаемую частью немецкого 8-го танкового полка. Деревня до этого уже была ареной ожесточённых сражений, переходила из рук в руки несколько раз и находилась в стратегически значимом месте по дороге в Седан. 16 мая, находясь под плотным огнём немецких танков, Бийот и его B1 Bis смогли прорвать немецкую оборону и уничтожили два немецких танка PzKpfw IV, одиннадцать PzKpfw III и два орудия. Char B1-bis Бийота получил 140 попаданий из немецких танков и орудий, но ни одно не смогло проникнуть сквозь его тяжёлую броню.